# Jean-Pierre de Montalivet
Jean-Pierre Bachasson, Señor y 1er Conde de Montalivet (en francés: Jean-Pierre Bachasson, Seigneur and 1st Comte de Montalivet) fue un estadista francés y Par de Francia. Fue padre de Camille Bachasson, III Conde de Montalivet, Ministro del Interior de Luis Felipe.

## Vida

### Primeros años y Revolución
Noble nacido en Sarreguemines, hijo de Charles Victor Bachasson, Seigneur de Montalivet, Maréchal de camp, Caballero de la Orden de San Luis y Consejero Secretario del Rey en la Cancillería de Córcega, etc., y de su segunda esposa Marthe de Saint-Germain, Noble Femme, fue consejero del parlamento de Grenoble de 1785 a 1790 y, durante su estancia en Valence, entabló amistad con un Napoleón Bonaparte que era entonces un joven oficial. En 1788, durante los sangrientos disturbios conocidos como la Journée des Tuiles, se puso del lado de los sublevados y fue desterrado a su castillo de Montmeyran.
Aunque apoyaba la Revolución Francesa, Bachasson se alistó en el Ejército de Italia para escapar del Reinado del Terror. Tras su regreso a Francia, fue elegido alcalde de Valence en 1795 y comisario del departamento de Drôme bajo el Directorio francés.

### Consulado e Imperio
Tras su golpe del 18 de Brumario, Napoleón llamó a Bachasson para que ejerciera como prefecto de la Mancha y, posteriormente, de Seine-et-Oise bajo el Consulado. Con el inicio del Imperio francés, Bachasson entró a formar parte del Conseil d'État, fue director de la Legión de Honor y, a partir de 1806, jefe del Corps des Ponts et Chaussées.
Se convirtió en Ministro del Interior en 1809, durante el periodo en que Francia se encontraba en el punto álgido de su expansión territorial europea. Como Ministro, Bachasson contribuyó al desarrollo de las infraestructuras del Imperio autorizando, por ejemplo, la construcción de nuevos puentes y puertos. También supervisó grandes obras urbanas en París, la construcción de monumentos como el Arco del Triunfo y el Palacio Brongniar, así como la ampliación de las obras de alcantarillado y la excavación de fuentes públicas.

### Restauración, vida posterior y legado
En 1814, tras la Campaña de los Seis Días, Bachasson acompañó a la emperatriz María Luisa hasta Blois, y luego se retiró a su propiedad de Montmeyran. Regresó a la vida pública durante los Cien Días, y se convirtió en Intendente General de la Corona y Par. Con el inicio de la Restauración borbónica, se le denegó el título de par hasta 1819. Murió en su castillo de Lagrange-Montalivet, en Saint-Bouize.
La calle Montalivet de París, la plaza Montalivet de Valence, la avenida Montalivet de Caen, la calle Comte de Montalivet de Sarreguemines y las islas Montalivet de Australia Occidental llevan su nombre.

## Familia
Se casó con Louise Françoise Adélaïde de Saint-Germain (Versalles, Yvelines, 13 de enero de 1769 - Thauvenay, 10 de marzo de 1850), de quien se decía que era hija de Luis XV de Francia -con quien compartía el mismo asombroso parecido en los rasgos borbónicos fuertemente marcados que también se encuentran en otros de sus vástagos ilegítimos- de Catherine Eléonore Bernard (1740-1769), y tuvo descendencia:
- Charles Bachasson de Montalivet (1798-1807)

- Simon Pierre Joseph Bachasson, 2e Comte de Montalivet (1 de marzo de 1799 - Girona, 12 de octubre de 1823), soltero y sin descendencia

- Marthe Camille Bachasson, 3er Conde de Montalivet (1801-1880)

- Pierre Bachasson de Montalivet (Saint-Lô, 2 de septiembre de 1803 - París, 16 de junio de 1817)

- Josephine Francine Adelaïde de Montalivet (23 de agosto de 1806 - Thauvenay, 17 de junio de 1852), casada el 14 de junio de 1827 con Benjamin Marie de Tascher (Orleans, 9 de marzo de 1797 - Thauvenay, 25 de septiembre de 1858), hijo de Pierre Jean Alexandre, 1er Barón y 1er Conde de Tascher, y de su esposa Catherine Flore Bigot de Chérelles de La Boyerie, con quien tuvo descendencia.

- Charles Bachasson de Montalivet (París, 10 de noviembre de 1810 - Nápoles, 27 de noviembre de 1832), soltero y sin descendencia.